# Enemy of the State
Enemy of the State is een Amerikaanse thriller uit 1998 onder regie van Tony Scott met Will Smith en Gene Hackman in de hoofdrol. De film werd genomineerd voor meer dan tien prijzen, waaronder een Political Film Society Award.

## Verhaal
Congreslid Phillip Hammersley (Jason Robards) gaat 's morgens wandelen met zijn hond als hij wordt benaderd door politicus Reynolds (Jon Voight). Deze wil dat er een nieuwe wet aangenomen wordt, de Telecommunications Security and Privacy Act. Hiervoor heeft hij Hammersleys medewerking nodig. Deze vindt alleen dat deze de overheid te veel macht geeft om haar eigen burgers te bespioneren. Dit vertelt hij Reynolds nogmaals en blijft bij zijn weigering.
Reynolds geeft zijn rechterhand Pratt (Barry Pepper) een teken om Hammersly te injecteren met een middel dat zijn hartslag stopt en hem zodoende doodt. Daarna zetten ze hem in zijn auto, gooien zijn potje hartmedicatie naast hem leeg en zetten ze de wagen in vrij, zodat die met Hammersly een meer inrijdt. Diens lijk wordt de volgende dag gevonden. Alle bewijzen duiden erop dat hij omgekomen is door een hartaanval. Tijdens het ruimen van de auto en het lijk, merkt een medewerker van Reynolds de aanrijdende auto van - blijkt later - Daniel Zavitz (Jason Lee) op. Zavitz had als natuurfotograaf een camera op het meer gericht om vogelmigratie te bestuderen, welke zonder diens weten de hele moord had opgenomen.
Wanneer Zavitz te weten komt wat er daadwerkelijk op zijn opnames staat, hebben Reynolds' mannen uitgevist wie hij is en zijn ze op weg naar hem. De politicus heeft mensen van de NSA wijsgemaakt dat het een oefening betreft, waarom specialisten Selby (Seth Green), Fiedler (Jack Black) en Jamie (Jamie Kennedy) met hun meest geavanceerde technologie aan het opsporen zijn geslagen. Daarnaast heeft Reynolds de oneervol ontslagen militairen Krug (Jake Busey) en Jones (Scott Caan) aangetrokken om Zavitz in het veld het zwijgen op te leggen. Deze maakt een kopie van zijn opname en slaat op de vlucht. Tijdens die vlucht rijdt hij op een fiets voor een brandweerauto die hem doodrijdt, maar dat is nádat hij de kopie tijdens een vluchtige ontmoeting in de boodschappentas van zijn jeugdvriend en huidig advocaat Robert Clayton Dean (Will Smith) moffelt.
Reynolds en de NSA-technici raken er middels video-opnames van overtuigd dat Dean iets in bezit heeft gekregen en willen weten wat. Daarom wordt hij undercover benaderd, maar de advocaat weet van niets. Hier neemt Reynolds geen genoegen mee. Hij neemt maatregelen om Dean op alle mogelijke manieren te bespioneren en het leven zuur te maken. De advocaat raakt daarop zijn baan kwijt vanwege de valse beschuldiging dat hij een lege BV bezit om mee te frauderen, zijn al zijn rekeningen geblokkeerd en krijgt zijn echtgenote Carla (Regina King) foto's toegespeeld waarop hij staat samen met zijn vroegere vriendin Rachel Banks (Lisa Bonet). Dean ging niettemin alleen nog met haar om omdat zij zijn tussenpersoon was met detective Brill (Gene Hackman), die hij zelf nooit te zien of spreken keeg. Tijdens een in scène gezette inbraak hebben Reynolds' mensen bovendien Deans woning en kleding volgestopt met uiterst geavanceerde afluister- en spionagezendertjes zodat ze hem ongemerkt overal kunnen volgen.
Dean dacht oorspronkelijk dat maffiabaas Paulie Pintero (Tom Sizemore) achter al zijn ellende zat, omdat hij een belastende video-opname van hem in bezit heeft en de maker hiervan niet prijs wil geven. Hij verlegt zijn verdenking naar Brill en wil deze benaderen. Wanneer niettemin ook Banks wordt vermoord, blijkt deze Brill de enige die Dean kan helpen. Hij is een expert op het gebied van spionage, die in het verleden vijftien jaar voor diezelfde NSA werkte die nu op Dean jaagt. Hij heet in werkelijkheid Edward Lyle en werkte bij de NSA samen met Banks' vader. Nadat deze omkwam bij een missie in Iran, is Lyle voor diens dochter blijven zorgen. Lyle wilde zich buiten Deans ellende houden, maar raakt persoonlijk betrokken door de moord op zijn surrogaat-dochter. Hij wendt zijn expertise aan om samen met Dean diens opjagers met hun eigen middelen te bestrijden, voordat deze hen te pakken krijgen.

## Rolverdeling
| Acteur            | Personage             |
| ----------------- | --------------------- |
| Will Smith        | Robert Clayton Dean   |
| Gene Hackman      | Edward (Brill) Lyle   |
| Jon Voight        | Thomas Brian Reynolds |
| Lisa Bonet        | Rachel F. Banks       |
| Regina King       | Carla Dean            |
| Jason Robards     | Phillip Hammersley    |
| Barry Pepper      | David Pratt           |
| Ian Hart          | John Bingham          |
| Jake Busey        | Krug                  |
| Scott Caan        | Jones                 |
| Jamie Kennedy     | Jamie Williams        |
| Tom Sizemore      | Paulie Pintero        |
| James LeGros      | Jerry Miller          |
| Dan Butler        | Shaffer               |
| Grant Heslov      | Lenny                 |
| Philip Baker Hall | Mark Silverberg       |
| Gabriel Byrne     | "Brill"               |
| Jack Black        | Fiedler               |
| Seth Green        | Selby                 |
| Jason Lee         | Daniel Leon Zavitz    |
| Loren Dean        | Loren Hicks           |
| Bodhi Elfman      | Van                   |
| Anna Gunn         | Emily Reynolds        |
| Brian Markinson   | Brian Blake           |
| Larry King        | Larry King            |

## Trivia
- De opnamen van de NSA-satelliet die zweeft in de ruimte werden gebruikt voor de pilotaflevering van 24.
- Hoewel de film zich afspeelt in Washington D.C. werd vrijwel alles opgenomen in Baltimore. Omdat de film zich afspeelt tijdens kerst, maar opgenomen is in het voorjaar (van 1997) moesten allerlei filmlocaties in kerstsfeer aangekleed worden. Er werd gehoopt op natuurlijke sneeuw, om de kerstsfeer te verhogen maar de winter van 1997 was betrekkelijk warm en lokaal zonder sneeuw.